# Мері Ньюбері Адамс
Мері Ньюбері Адамс (17 жовтня 1837 , Перу, Індіана  — 5 серпня 1901 ) — американська жінка-суфражистка та прихильниця розповсюдження освіти, громадська активістка та політична діячка, співзасновниця Федерації жіночих клубів Айови та Асоціації виборчого права Північної Айови. Включена до Зали жіночої слави штату Айова в 1981 році.

## Раннє життя
Мері Ньюбері Адамс народилася в Перу, штат Індіана, 17 жовтня 1837 року в родині місіонерів-аболіціоністів Мері Енн Сержант та Семюеля Ньюбері. Її батько був пресвітеріанським священником і прихильником спільного навчання чоловіків та жінок. Оскільки її батько дотримувався поглядів на рівність в освіті для жінок та чоловіків, вона продовжила навчання після початкової школи. Її батьки були рішучими аболіціоністами, тому їх сім'я була змушена кілька разів переїжджати в пошуках однодумців для проживання. У молодості Адамс жила в Перу, Індіані, Вайт Піджені в Мічигані, Клівленді в Огайо, а також в Джексоні в Мічигані. У Клівленді Адамс навчалася у педагога Е. Е. Вайта. Сім'я назавжди оселилася в Дюбюку, штат Айова, в 1853 році, хоча Адамс була направлена до Тройської жіночої семінарії в Трої, штат Нью-Йорк, щоб завершити своє навчання.

## Громадське життя і кар'єра
Адамс пристрасно навчалася протягом усього життя, вона шукала та створювала простір для публічного дискурсу та навчання. Велика частина її діяльності була зосереджена на розвиткові освіти та можливостях для жінок. Вона відкинула уявлення про те, що жінки повинні погоджуватися з визначеними ролями доньки, сестри, дружини чи матері. Вона вважала, що жінки відіграли важливу роль у розвитку цивілізації, і вони були на рівні з чоловіками; вона приєдналася до інших феміністок і суфражисток, щоб забезпечити досягнення у суспільстві гендерної рівності.

### Розмовний клуб Дюбюка
У 1868 році вона заснувала Розмовний клуб Дюбюка - навчальний клуб, який підтримував організацію спільного навчання своїх членів з широкого кола предметів. Зібрання проводилися вдома у членів клубу, що дозволяло бути присутнім на заняттях жінкам з маленькими дітьми.

### Асоціація сприяння розвитку жінок
У цей час по всій країні створювалося кілька подібних клубів та організацій, а в 1873 році Марія Мітчелл заснувала Асоціацію сприяння розвитку жінок. Ці клуби були засновані з метою об'єднання та навчання один одного з широкого кола предметів. Незабаром вони функціонали там, де жінки набиралися сміливості виступати перед аудиторією та впевнено висловлювали свою думку.
Адамс, підбадьорена своєю роботою з організації на місцевому рівні, стала віце-президентом організації в 1875 році. У наступні роки вона стала активною учасницею організації, надсилаючи документи на конгреси та спілкуючись з іншими місцевими клубами, що створювалися.

### Публічні виступи
Адамс почала виступати з публічними виступами в 1867 році. Тема її промов була зосереджена на внеску та значенні жінок у суспільстві. Вона вважала, що для того, щоб жінки відчували себе повноцінними, вони повинні були знати історію внеску жінок до розвитку суспільства. У 1868 році Адамс виступила з промовою на відкритті в Ломбардському коледжі, що, можливо, було першим випадком, коли жінку запросили виступити на будь-якому відкритті коледжу.

## Рух за права жінок
У 1869 році газета «Dubuque Times» найняла Адамс для висвітлення зібрання жінок з питань удосконалення виборчого законодавства у Галіні, штат Іллінойс, під керівництвом Елізабет Кеді Стентон і Сьюзен Б. Ентоні. Вона була вражена повідомленням і згодом допомогла заснувати Асоціацію виборчого права Північної Айови. Від імені організації Адамс листувалася з іншими жінками в штаті, які цікавилися виборчим правом. Вона також долучилася до національного руху і стала членом Національної ради жінок. В останні роки свого життя продовжувала виступати з публічними промовами та багато подорожувала, зокрема на святкуванні 80-річчя Стентона в Нью-Йорку в 1895 році, на Колумбійській виставці 1893 року в Чикаго та на зборах Національної американської асоціації виборчого права.
Адамс разом з іншими жінками-учасницями суфражистського руху заклали підвалини на яких зародилося нове покоління жінок, які вірили та боролися за гендерну рівність і надання права голосу. Адамс, протягом її попередніх років у русі, дотримувалася поглядів, що навчання жінок важливіша, ніж надання їм права голосу, оскільки без освіти вони будуть просто маріонетками в руках духовенства, але її співпраця з іншими суфражистськими рухами, змінила свої погляди на важливість права голосу, і вона почала вірити, що право голосу є основним правом людини. Протягом останніх років життя вона багато подорожувала, виступала на зборах і багато писала про гендерну рівність.

## Особисте життя
Адамс познайомилася з Остіном Адамсом, адвокатом та викладачем, у 1853 році в Дюбюку, і вони погодилися одружитися після того, як вона завершила навчання в Тройській жіночій семінарії. Остін Адамс став суддею, а потім і головою Верховного суду Айови. Разом у них було п'ятеро дітей, четверо вижили: Аннабель (нар. 1858), Євген (нар. 1861), Гербарт (нар. 1863) та Сесілія (нар. 1865).

## Смерть
Адамс померла від раку в 1901 році в Дабюку, штат Айова. На її похороні священик особливо звернув увагу на Біблію, яку Мері Адамс подарував її батько, а на внутрішній обкладинці Адамс вказала імена всіх важливих жінок в обох Заповітах.